# Úlcera de pressão

Pontos de úlcera de pressão. Em vermelho na posição supina, em azul na posição lateral

O termo úlcera de pressão  foi alterado pelo National Pressure Ulcer Advisory Panel (NPUAP) que anunciou a mudança na terminologia de úlcera de pressão. Agora, o termo “lesão por pressão” deve ser utilizado por todo os profissionais de saúde, pois descreve com mais precisão as lesões em peles intactas e ulceradas.
A "lesão por pressão" é um tipo de úlcera cutânea, uma necrose tecidular, equivalente a escara, muito comum em idosos. São lesões cutâneas decorrentes de uma insuficiência do fluxo sangüíneo e da irritação da pele localizada sobre uma proeminência óssea, nas zonas onde a pele foi pressionada por uma cama, por uma cadeira de rodas, por um aparelho gessado, por uma tala ou por outro objeto rígido durante um período prolongado.

## Origem
Ela se origina pelo facto de uma determinada zona corporal se encontrar sobre pressão levando a uma estase sanguínea local e posterior isquemia celular.

## Tratamento Cirúrgico
Tratamento de úlceras de pressão não é fácil. Se é uma ferida aberta que provavelmente não
vai curar rapidamente; , mesmo quando a cura não ter lugar, pode ser irregular porque a pele e outros tecidos já danificados. É necessária uma abordagem
multidisciplinar para lidar com os vários aspectos do tratamento de feridas. De
acordo com o Serviço Nacional de Saúde pode consistir:
- A nutricionista
- A gastroenterologista (um médico especialista em sistema digestivo)
- Um neurocirurgião (um cérebro e cirurgião especialista em sistema nervoso)
- Um cirurgião ortopédico (um osso e articulações cirurgião especialista)
- A fisioterapeuta
- Um cirurgião plástico
- A assistente social
- Um urologista (um médico especialista em sistema urinário)
- Um conselheiro de incontinência
- Enfermeiros

A maioria das úlceras de pressão Estágio II Estágio
I e sararei dentro de algumas semanas apenas com medidas conservadoras.
Contudo, Estágios III e IV feridas podem exigir cirurgia.
Passo 1 no tratamento de qualquer dor, independentemente da sua etapa, é remover a
pressão que está causando. Isto pode ser feito pela:
As posições do paciente – o paciente precisa ser
transformado e reposicionados regularmente. Se o indivíduo está em uma cadeira
de rodas, isso pode significar a mudança de posição a cada 15 atas. Um paciente
acamado pode exigir o reposicionamento a cada duas horas. Carneiro ou de algum
tipo de enchimento sobre a ferida pode ajudar a reduzir o atrito quando o
paciente é reposicionado.
Superfícies de apoio – camas especiais, almofadas,
almofadas e colchões tudo pode ajudar a reduzir a pressão sobre a ferida, , bem
como proteger as áreas prováveis de
subdivisão.
O tipo de suporte usado depende da mobilidade do paciente, sua construção, ,
bem como a gravidade da úlcera. Travesseiros e anéis de borracha devem ser
evitados para amortecer uma cadeira de rodas – cheio de ar, cheio de água ou
dispositivos de espuma são melhores. Especialistas dizem que as camas de baixa
perda do ar ou camas de ar fluidizado são melhores.